# Anubis
Anubis je bil v staroegipčanski mitologiji sprva bog mrtvih in vladar podzemlja, kasneje pa bog balzamiranja in varuh pokopališč.

## Ostala imena
Anubis je bil v egipčanskih tekstih zapisan kot Inpw (tudi Anpu, Anupu, Inepu, Ienpw ali Yinepu), kar so Grki kasneje zaradi težke izgovorjave spremenil v Anubis. Znan je tudi kot Sekhen Em Pet ter Ano-Oobist.

## Videz
Upodobljen kot človek s šakalovo glavo v črni barvi, kar naj bi predstavljalo njegovo pozicijo boga mrtvih. V templju Ramzesa II. v Abidosu je upodobljen v celoti kot človek, kar je redkost, medtem ko so v grobnici Tutankamona našli njegov kip, kjer je upodobljen v celoti kot šakal. V eni roki je držal ključ življenja - Ankh, v drugi pa vladarsko žezlo.

## Od boga mrtvih do boga balzamiranja
Anubis spada med starejše bogove v staroegipčanski mitologiji in naj bi bil prvotno bog mrtvih, preden je Oziris prevzel njegovo mesto. Obstajajo zapisi iz Knjige mrtvih, da je Anubis balzamiral mrtvo telo Ozirisa ob prisotnosti glavnih pogrebnih božanstev - Neftis in Izis. Tako naj bi Anubis postal povezan z balzamiranjem, tesno povezan z boginjo maziljenja Bast in svojo hčerko Kebečet, eno od boginj očiščevanja med mumifikacijo, ko se telesni organi odstranijo in položijo v kanoptične žare.

## O Anubisu
Anubis je šakalji bog pokopališč in balzamiranja. Ta bog ima vedno črno šakalovo glavo, človeški trup, ušesa visoko nasršena in okoli vratu nosi ovratnik s posebno veliko magično močjo. Včasih je ta bog prikazan v celotni podobi šakala, včasih pa še dodatno nosi črno ogrinjalo, ki ima simbolično vlogo, saj nakazuje razpadanje trupla, ko je le - to potopljeno v natron in kasneje povito s povoji, ki ga dokončno spremenijo v mumijo. To vodi do ideje ponovnega rojstva v zagrobno življenje, saj je bila črna tudi zemlja, ki jo je Nil naplavljal na bregove ob vsaki poplavi, kar je bilo spet simbol za novo življenje. Neki egipčanski papirus trdi, da prihaja ime Anubis iz glagola gniti in ga tako povezuje z razpadanjem trupla. Ne glede na to Anubisova moč najbrž izhaja iz opazovanja puščavskih psov, ko so le - ti izkopavali plitve grobove ter razkosavali trupla. Tako je Anubis kot šakalji bog dobil to nalogo, da ščiti grobove. Kasneje so Anubisu dodali ime princ, ker naj bi se umrlemu kralju pridružil na potovanju skozi Podzemlje.
Tudi Anubis ima več imen, ki ga označujejo kot najvišjega od Zahodnjakov ali v stari egipčanščini KHENTY - IMENTU. Namreč v starem Egiptu umrlim niso rekli mrtveci, temveč Zahodnjaki in kdor je umrl, so zanj rekli, da je odšel na Zahod. Zahod naj bi bil tudi kraj, kjer zvečer sončni bog potone v Podzemlje. Tako večkrat v papirusih ali na stenah grobnic opazimo Anubisa, kako v svoji grozljivi podobi pokopava umrlega v pesku na zahodnem bregu Nila.
Naj za zaključek omenim še eno izmed Anubisovih imen, ki je TEPY - DJU - EF, kar pomeni, “ tisti, ki je na vrhu svoje gore “. Tu gre za še en simbolizem, ko bog Anubis stoji na najvišjih puščavskih gorah in tako opazuje vsa pokopališča.
Molitve k Anubisu so vklesane na večini grobnic v Egiptu, saj nadzoruje postopek mumificiranja ter spremlja duše skozi podzemlje in preizkuša njihovo znanje o bogovih in vero v njih. Anubis postavi srce na Tehtnico Pravice med Razsodbo ter pospremi dušo do vladarja podzemlja Ozirisa oziroma nahrani demona Amuta z dušami zlobnih.

## Hermanubis
Kasneje v Ptolomejskem obdobju Egipta je bil Anubis identificiran z grškim bogom Hermesom in postane Hermanubis. Središče tega kulta je bilo v mestu Cynopolis (mesto psov). Hermanubis je prikazan tudi na srednjeveških in renesančnih alkimijskih ter hermetskih spisih. 